# Klaus Zähringer
Klaus Zähringer (n. 17 octombrie 1939, Königsberg, Statul Liber Prusia⁠(d), Germania Nazistă – d. 9 iunie 2024) a fost un trăgător de tir ce a reprezentat Germania, medaliat olimpic. A participat la 3 ediții ale Jocurilor Olimpice (1960, 1964, 1968) în care a câștigat o medalie de bronz.